# Hamburger Flaktürme

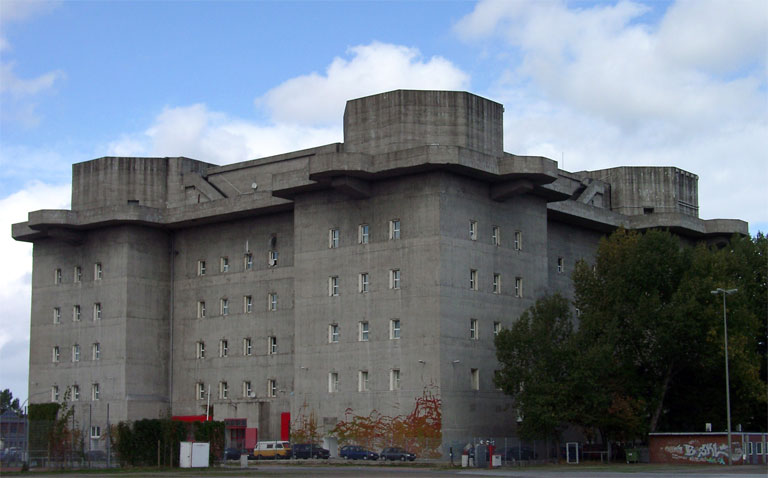
Flakturm IV auf dem Heiligengeistfeld vor der Aufstockung ab 2020

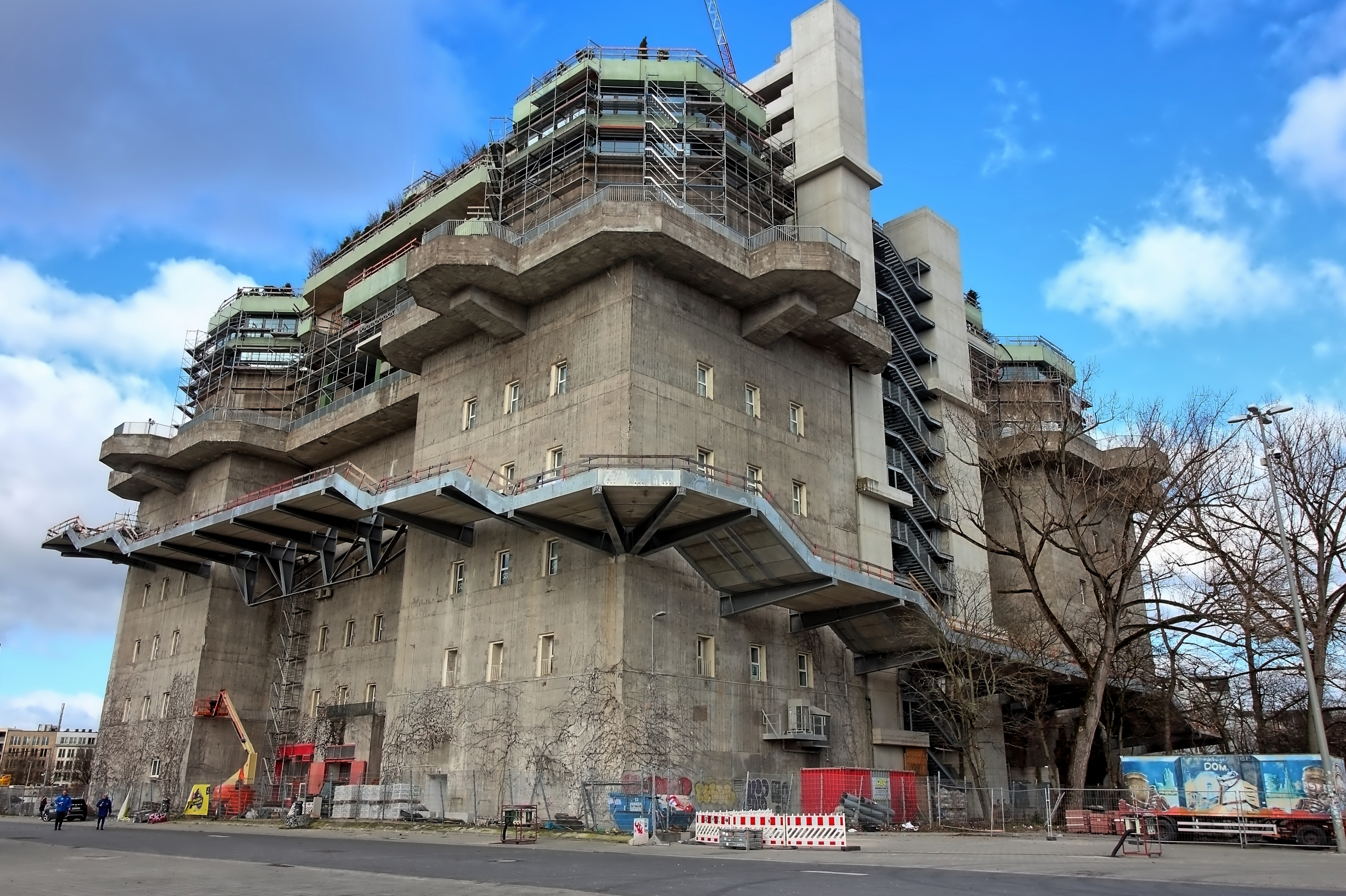
Hamburger Flakturm IV mit Bergpfad und Aufstockung (Hotel) im Februar 2023

Flakturm VI in Wilhelmsburg im Mai 1945; im Vordergrund der 1947 gesprengte Leitturm

Die Hamburger Flaktürme sind zwei große, durch Zwangsarbeit errichtete, in Betonbauweise mit Stahlarmierungen ausgeführte Luftabwehr- und Luftschutzbauten in den Hamburger Stadtteilen St. Pauli und Wilhelmsburg. Ursprünglich wurden während des Zweiten Weltkrieges, genauer in den Jahren von 1942 bis 1944, vier Türme erbaut, von denen zwei als Hochbunker mit aufmontierten Flugabwehrgeschützen und zwei als kleinere Leitstände konzipiert waren. Die Türme konnten die militärischen Anforderungen an eine Kampfstellung nur teilweise erfüllen; sie waren aber als Schutzraum für die Bevölkerung und in propagandistischer Hinsicht umso erfolgreicher, da sie als nahezu unzerstörbare Festungen ausgelegt waren. Wegen ihrer autarken Bauweise hätten sie eventuell eine langfristige Verteidigung gegen angreifende Bodentruppen bestreiten können. Von den vier erbauten Türmen sind die beiden Gefechtstürme erhalten.

## Geschichte
In Reaktion auf die alliierten Luftangriffe auf Berlin erging am 9. September 1940 der Führerbefehl zur Aufstellung von Flaktürmen in Berlin, der bis Ende 1942 auf die Städte Wien und Hamburg ausgedehnt wurde, um diese vor Bombenangriffen zu schützen. Hamburg wurde während des Zweiten Weltkrieges zum Ziel alliierter Luftangriffe, unter anderem weil sich in der Stadt mehrere große Werften wie Blohm & Voss, Howaldtswerke, Deutsche Werft und H.C. Stülcken Sohn befanden, die viele der deutschen U-Boote produzierten. Die Flaktürme wurden unter der Leitung von Albert Speer, dem Generalbauinspektor für die Reichshauptstadt, vom Architekten Friedrich Tamms konstruiert und durch die Organisation Todt realisiert, auch mit dem Einsatz tausender Fremd- und Zwangsarbeiter.

## Aufbau

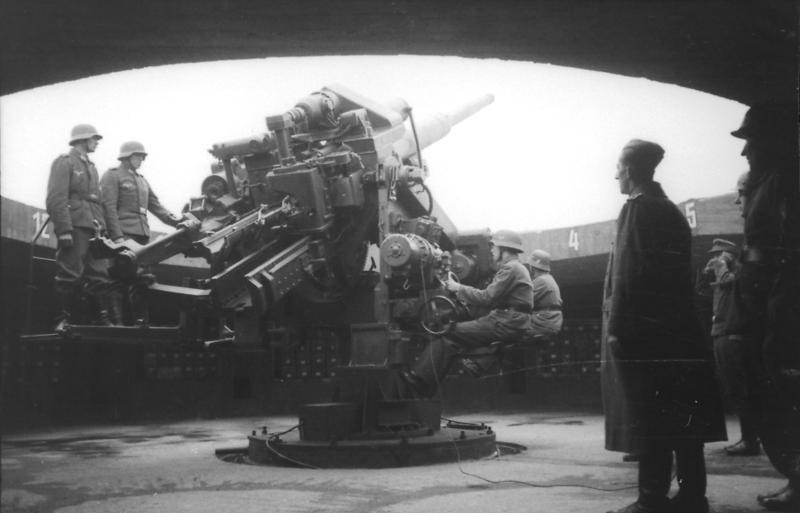
Innenansicht: 12,8-cm-Geschütz auf G-Turm

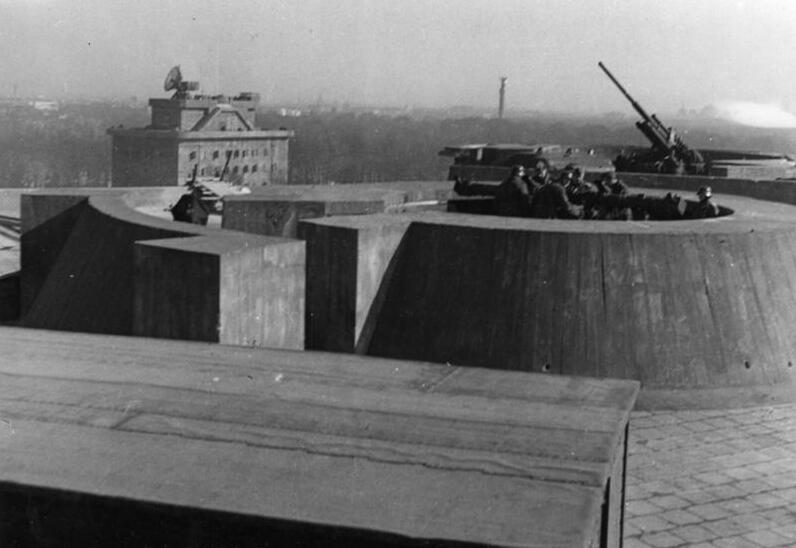
Außenansicht: schwere Flak auf Hochbunker. Im Vordergrund Kommandogerät, im Hintergrund Feuerleitradar Würzburg-Riese auf dem L-Turm, Bild zeigt baugleiche Türme in Berlin

Für die Luftraumverteidigung Hamburgs waren drei Gefechtstürme geplant, die in Dreiecksform über das Stadtgebiet angeordnet werden sollten, um eine gute Schussüberdeckung zu gewährleisten. Der zu jedem Gefechtsturm (G-Turm) gehörende Leitturm (L-Turm) war mindestens 100 Meter von diesem entfernt, damit die Vibrationen und der dichte Rauch des Flak-Mündungsfeuers nicht die Messgeräte zur Zielbestimmung beeinflussten. Die L-Türme waren schmaler ausgelegt als die G-Türme und mit verschiedensten Ziel-, Mess- und Radargeräten wie beispielsweise dem Würzburg-Riesen ausgestattet.
Von den drei geplanten Flaktürmen wurden nur zwei gebaut. Der dritte Turm sollte im Osten von Hamburg gebaut werden, was jedoch nicht realisiert wurde. Nummeriert wurden die Flaktürme reichsweit (Berlin, Hamburg und Wien) nach dem Datum des Baubeginns, sodass die Hamburger Türme die römischen Ziffern IV und VI erhielten.
Die Flaktürme waren als vollständig autarke Einheiten mit eigener Strom- und Wasserversorgung ausgelegt und verfügten über ein Krankenhaus. Durch einen leichten Überdruck im Gebäudeinneren waren sie auch gegen Gasangriffe geschützt.

## Flakturm IV in St. Pauli (Bunker an der Feldstraße)

### Militärische Nutzung während des Zweiten Weltkriegs

Karte des Heiligengeistfeldes mit dem Bunker (grau)

Der Flakturm IV in St. Pauli befindet sich auf den Koordinaten 53° 33′ 23″ N, 9° 58′ 12″ O und gehört zur Bauart 1, wie er auch im Berliner Humboldthain entstand. Der Hochbunker an der Feldstraße wurde im Jahr 1942 von 1.000 Zwangsarbeitern in 300 Tagen erbaut. Er besaß eine Bewaffnung von vier 10,5-cm-Flakgeschützen, die im August 1942 durch vier 12,8 cm-Flakzwilling 40 ersetzt wurden. Der Flakturm IV gehört zu den größten jemals erbauten Bunkern. Die Grundfläche misst 75 Meter × 75 Meter, er ist 38 Meter hoch. Die Wandstärke beträgt 3,5 Meter; die Decke ist fünf Meter dick. Fenster waren eingebaut und mit Betonplomben verschlossen. Obwohl die Kapazität auf 18.000 Personen beschränkt war, suchten während der starken Luftangriffe auf Hamburg im Sommer 1943 bis zu 25.000 Menschen Schutz im Bunker. Es gab einen besonderen Kinderwagen-Eingang für Frauen mit Kindern. Im Bunker gab es eine spiralförmige Treppe nach oben, die zunächst noch kein Geländer hatte und bei Gedränge lebensgefährlich war.

### Zivile Nachnutzung

#### Notunterkunft
Der Hochbunker Feldstraße wurde nach dem Krieg von zivilen Mietern genutzt, weil in der Nachkriegszeit vielerorts großer Wohnraummangel herrschte. Deshalb wurde im Juli 1947 auch die Sprengung des Turms verhindert. Darüber hinaus hätte die erforderliche Sprengkraft wahrscheinlich auch die Umgebung bis hin zur nur zwei Kilometer entfernten Hamburger Innenstadt in Mitleidenschaft gezogen. Bei der Sprengung des Flakturms im Tiergarten Berlin zeigte sich am 30. Juli 1947, dass mindestens 40 Tonnen TNT dafür erforderlich gewesen wären.
Anfang der 1950er Jahre diente ein Teil der Räume als Notunterkunft für Frauen und Kinder, die häusliche Gewalt erlebt hatten. Die kleinen Kammern waren in der Regel mit einem Bett, einem Stuhl und einem Tisch ausgestattet. Mahlzeiten gab es in einem anderen Teil des Bunkers.
Im Kalten Krieg wurde der intakte Gefechtsturm als Luftschutzbunker reaktiviert.

#### Umbau zum Medienzentrum 1990
1990 wurde das Gebäude für etwa 1,6 Millionen DM verkauft und zu einem Medienzentrum umgebaut, in dem sich heute unter anderem der Musikclub Uebel & Gefährlich und der Kammerkonzertsaal resonanzraum befinden, ebenso gab es hier bis Anfang 2021 eine große Filiale des Musikinstrumentenhändlers JustMusic. Im Jahr 1993 erwarb der Investor Thomas Matzen das Erbbaurecht für den Bunker bis zum Jahr 2053 für damals 6 Millionen DM. Inzwischen ist dieses Erbbaurecht auf die Matzen Immobilien GmbH übertragen und bis zum Jahr 2099 verlängert worden.

#### Aufstockung und Begrünung („Grüner Bunker“)

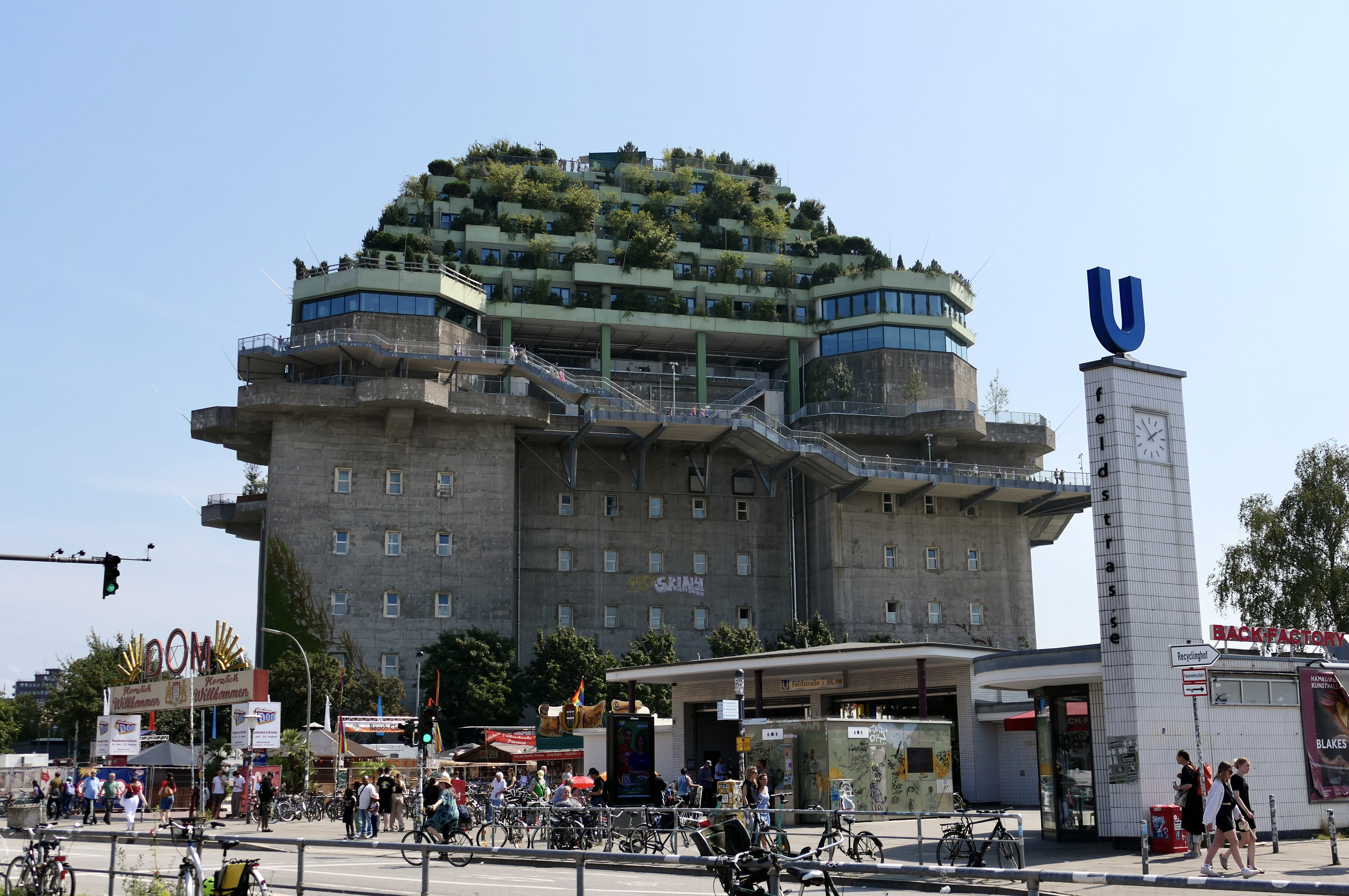
Grüner Bunker 2024

Nachdem es schon früher Ideen zur Begrünung des Bunkers gegeben hatte (z. B. 1992 von Friedensreich Hundertwasser), entwickelte der Hamburger Stadtplaner Mathias Müller-Using die Idee, mit der Begrünung den Flakbunker neu und positiv zu besetzen.
Im Jahr 2017 genehmigten das Bezirksamt Mitte und die Bürgerschaft die von einer Investorengruppe um Thomas J. C. Matzen beantragte Aufstockung des denkmalgeschützten Bauwerks um fünf Stockwerke mit einer Höhe von rund 20 Metern. Es sollten ein Hotel, ein Fitnessclub, Gastronomiebetriebe, eine Veranstaltungs- und Sporthalle entstehen. Das Investment beinhaltete auch eine Bepflanzung der Fassade sowie des Dachs.
Ab dem Jahr 2019 wurde trotz Kritik mit dem Umbau begonnen, eine Klage gegen die Aufstockung wurde im Juli 2020 abgewiesen.
Nach bau- und witterungsbedingten Verzögerungen wurde der Grüne Bunker im Juli 2024 eröffnet: der Bergpfad, der 1.400 Quadratmeter großen Dachgarten und das neue Hotel Reverb by Hard Rock Hotel nebst unterschiedlicher Restaurants.

Die Gesamtkosten der Aufstockung und der Begrünung lagen bei ca. 60 Mio. Euro.

### Kleiner Flak-Leitturm (abgerissen 1973/74)
Von dem zugehörigen kleineren ehemaligen Flak-Leitturm am südwestlichen Rand des Heiligengeistfeldes (damalige Ernst-Thälmann-Straße; seit 1956 Budapester Straße) sendete der Nordwestdeutsche Rundfunk (NWDR) 1950 ein erstes Fernseh-Testbild. Aus dem Bunker am Heiligengeistfeld wurde ab dem 25. Dezember 1952, zusammen mit dem NWDR-Funkhaus Köln, das kurze Zeit bis 1953 noch ein anderes Programm ausstrahlte, ein regelmäßiges Fernsehprogramm gesendet (→ Geschichte des Fernsehens in Deutschland). Der Leitturm wurde 1973/74 bis auf Teile des Fundaments vollständig abgerissen, um einer Vermittlungsstelle der Deutschen Bundespost Platz zu machen.

## Flakturm VI in Wilhelmsburg

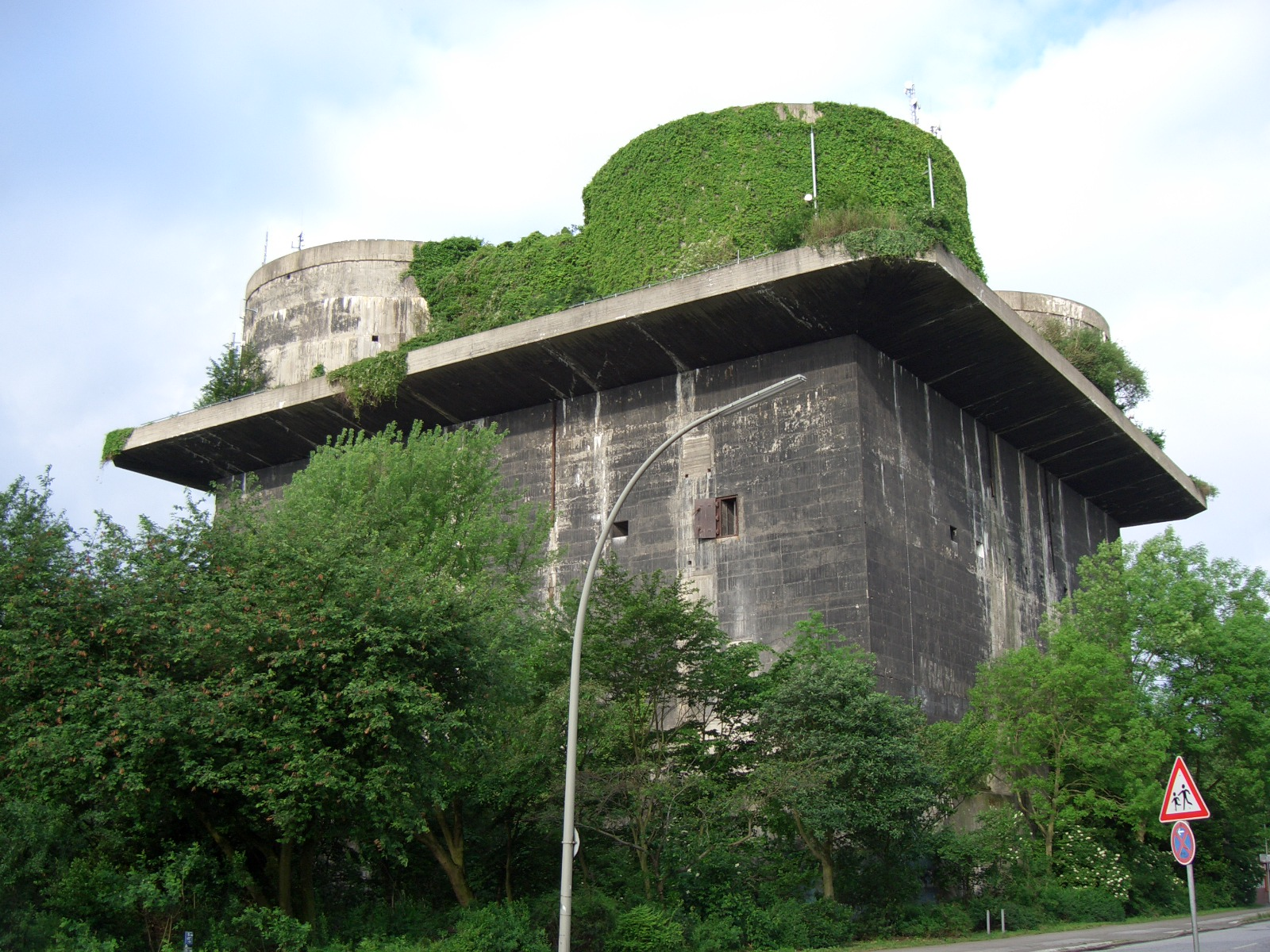
Flakturm VI in Hamburg-Wilhelmsburg 2005

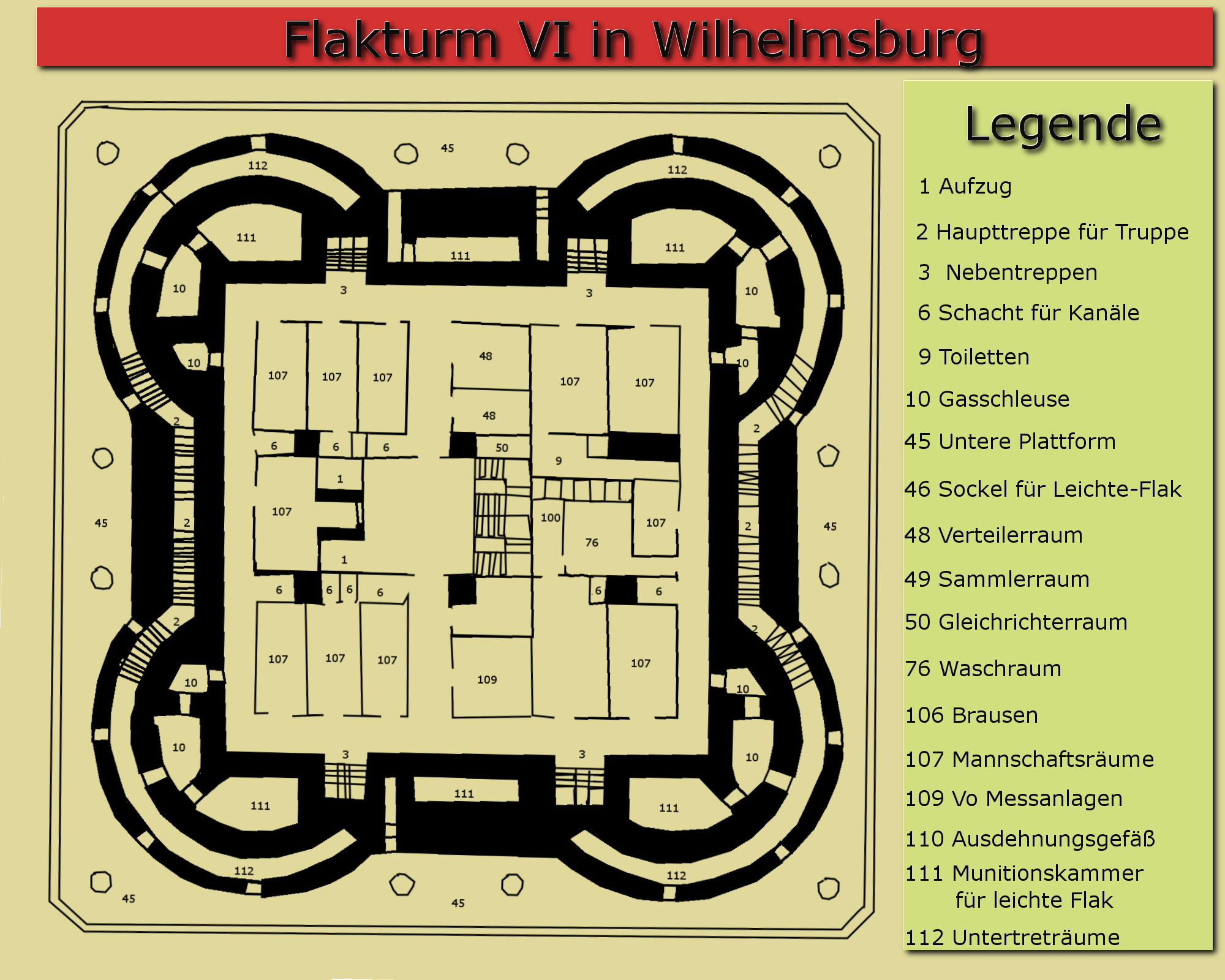
Grundriss des Flakturmes VI in Wilhelmsburg

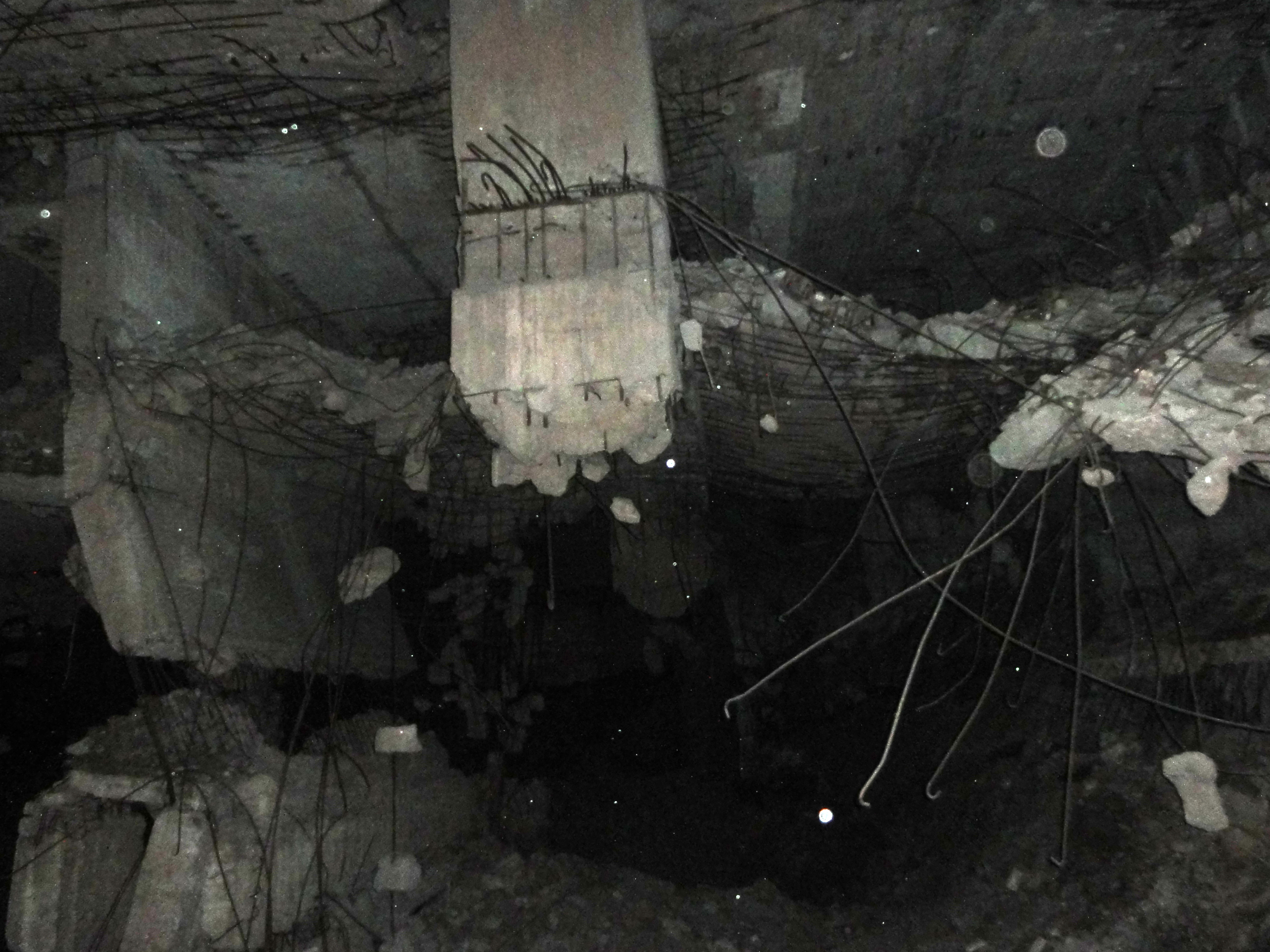
Innere Struktur des Flakturmes VI im Juli 2010

Der Flakturm VI in Wilhelmsburg befindet sich auf den Koordinaten 53° 30′ 36″ N, 9° 59′ 24″ O. Er wurde nach der Bauart 2 gebaut und im Oktober 1943 fertiggestellt. Baugleiche Bunker wurden im Berliner Tiergarten und in Wiener Arenbergpark errichtet. Etwa 80.000 Kubikmeter Stahlbeton wurden nur für den Bau des Gefechtsturmes benötigt. Der noch erhaltene Gefechtsturm hat eine Grundfläche von 57 × 57 Metern, eine Höhe von 41,6 Metern, eine Wandstärke von mindestens 2 und eine Deckenstärke von 3,5 Metern. Dagegen war der Leitturm mit einer Grundfläche von 39 × 23,5 Metern und einer Höhe von 41,8 Metern um einiges kleiner.
Die vier Stellungen des Gefechtsturmes waren mit 12,8-cm-Zwillingsflak vom Typ Flak 40 (maximale Schussweite: 21 Kilometer; maximale Schusshöhe: 15 Kilometer) ausgerüstet und besser geschützt als die Stellungen der Bauart 1. Die Munition der Geschütze wurde über Kettenaufzüge auf den Gefechtsturm gebracht und dort in Nischen, die kreisförmig um die Flak angeordnet waren, gelagert. In einer Stunde konnten die vier Geschütze etwa 2.900 Granaten verschießen, die jeweils 26 Kilogramm wogen. Ein Stockwerk unter dem Dach waren außerdem 2-cm- und 3,7-cm-Flak für den Einsatz gegen Tiefflieger postiert. Die Munition wurde im Erdgeschoss gelagert; die Ersatz-Geschützrohre im Keller.
Insgesamt umfasste der Flakturm neun Stockwerke, von denen ein Teil als Luftschutzraum für die Bevölkerung vorgesehen war. In ihm suchten bis zu 30.000 Menschen aus der Umgebung Schutz. Damit die militärische Funktion nicht beeinträchtigt wurde, gab es ein eigenes Treppenhaus für die Soldaten und Flakhelfer.
Der Luftwaffenhelfer Gustave Roosen beschrieb die Situation wie folgt:

„Im Grunde war es kein Kunststück, es erforderte Einfühlungsvermögen und Fingerspitzengefühl, um die Doppelzeiger – Sollwert/Istwert – mit der Umdrehungsgeschwindigkeit des Nachführzeigers (identisch mit Drehgeschwindigkeit Geschütz) auszutarieren und haargenau auf Übereinstimmung (‚auf Deckung‘) zu halten. Man saß auf einem Blechsitz, wie auf einem Traktor, vor sich das Handrad, dahinter die große Doppelzeigerskala und der Einschlagwinkel des Handrades bestimmte die Drehgeschwindigkeit des Geschützes (bzw. beim ‚K2‘ die des Höhen-Anstellwinkels); es war angenehm, dass alles hydraulisch funktionierte, im Gegensatz zur 8,8 cm-Flak, die es mit Muskelkraft einzustellen galt. […] Hier in Hamburg hatten wir laufend zu tun – jeden Abend gegen 20 Uhr, man konnte die Uhr danach stellen, Voll-Alarm. Bomberverbände, die auf dem Weg nach Berlin waren, nahmen die Elbmündung und die Elbe als Einflugschneise. Natürlich war Hamburg, der Hafen, die Öltanks und Raffinerien in Harburg und Wilhelmsburg laufend Ziel ihrer massiven Angriffe. Es gab infernalische Gefechtssituationen aber man hatte – hier besonders – das Gefühl, sich wehren zu können […] Die Flakturm-Batterien, so auch die in Wilhelmsburg, bestanden aus zwei Türmen – dem Geschützturm, einem Quader aus Stahlbeton mit 50 m Kantenlänge, innen in sieben Geschosse aufgeteilt, in die bei Voralarm bereits die Anwohner aus der näheren Umgebung Zuflucht suchten. Ganz oben befanden sich unsere Unterkünfte. […] Der andere Turm war der Mess-Turm, etwas schlanker in der Bauart, mit Messgeräten, großes FuMG [Funkmessgerät, bspw. Würzburg-Riese] und B1 (Kommandogerät). Zwischen beiden Türmen, die im Abstand zueinander von circa 160 m standen, befanden sich zu ebener Erde Baracken mit Kantine, Werkstatt-Schuppen, Friseur, Schuster und andere Einrichtungen. Das Ganze strahlte Lager-Atmosphäre aus.“

Nach Ende des Krieges war eine zivile Nutzung der Flaktürme geplant. Dennoch wurde am 10. Oktober 1947 der Leitturm von den Briten gesprengt und beseitigt. Nur sieben Tage später, am 17. Oktober, erfolgte auch die Sprengung des Gefechtsturms an der Neuhöfer Straße. Dabei wurde ein Großteil der inneren Struktur zerstört, die Hülle des Bunkers blieb jedoch erhalten. Er wurde längere Zeit für Mobilfunkantennen genutzt.

### Energiebunker Wilhelmsburg
Von 2010 bis 2013 wurde der Hochbunker anlässlich der Internationalen Bauausstellung zum „Energiebunker“ durch HHS Planer und Architekten AG, Kassel umgebaut. Er ist jetzt ein Energiezentrum mit einem Biomasse-Blockheizkraftwerk, einem Wärmewasserspeicher, einer Solarthermieanlage über dem Bauwerk und einer Photovoltaikanlage an der Südseite. Nach dem Anschluss an das Hamburger Strom- und Nahwärmenetz 2015 versorgt der Energiebunker ca. 3.000 Haushalte mit Wärme und weitere 1.000 Haushalte mit Strom. Der zerstörte Innenraum wurde vom Schutt befreit und die tragenden Pfeiler wieder aufgebaut. Der Innenraum wird jetzt von einem Wärmespeicher beherrscht, der zwei Millionen Liter Wasser fasst. Es wird unter anderem Abwärme eines nahe gelegenen Industriebetriebs genutzt, die vorher ungenutzt in die Umgegend abgegeben wurde. Das Blockheizkraftwerk und weitere Technik finden sich am Boden des Innenraums.
Auf der Plattformebene hat im März 2013 ein Café mit Aussichtsterrasse in 30 Metern Höhe eröffnet. Besucher haben einen guten Blick über Wilhelmsburg und den Hamburger Hafen.

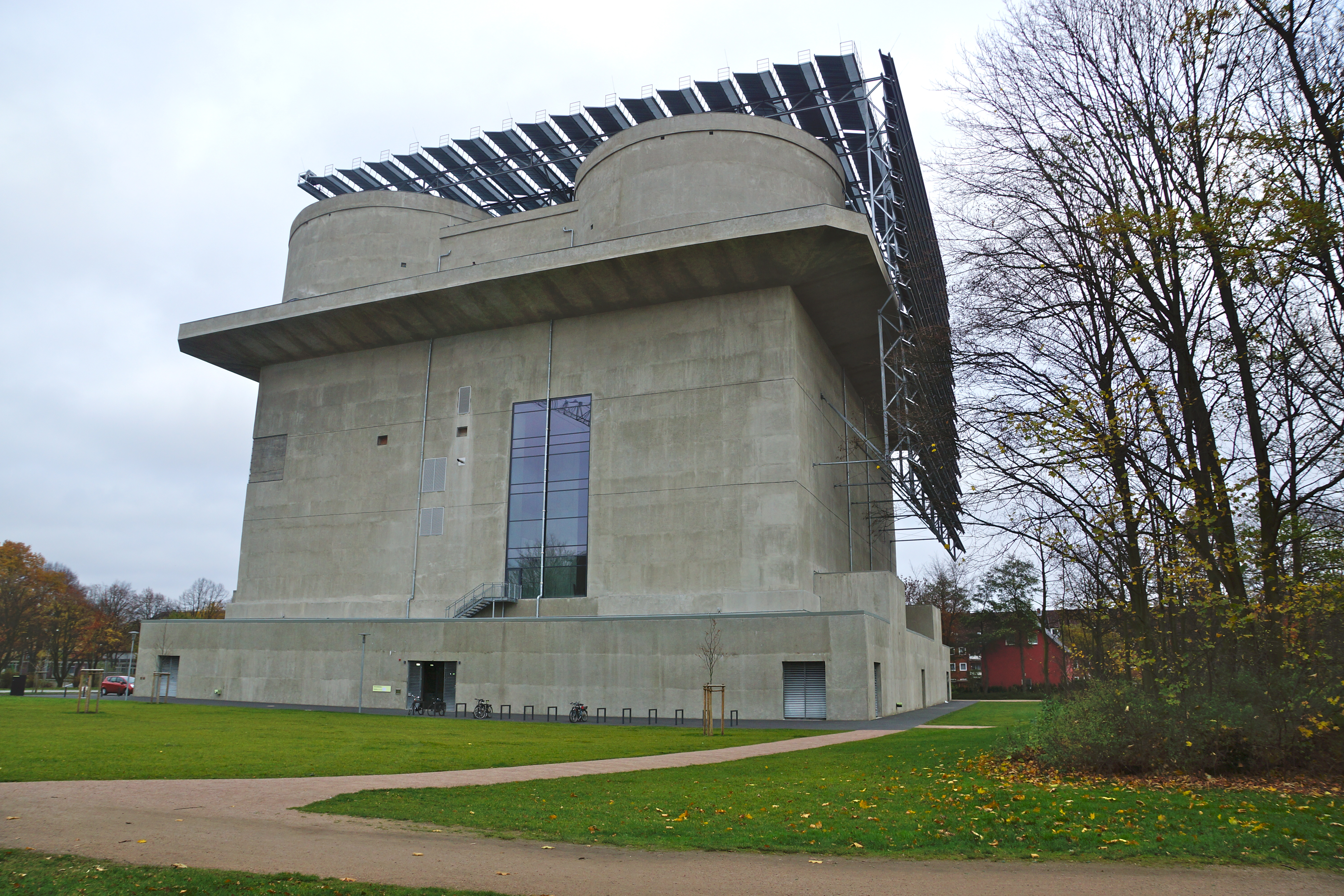
Außenansicht 2013
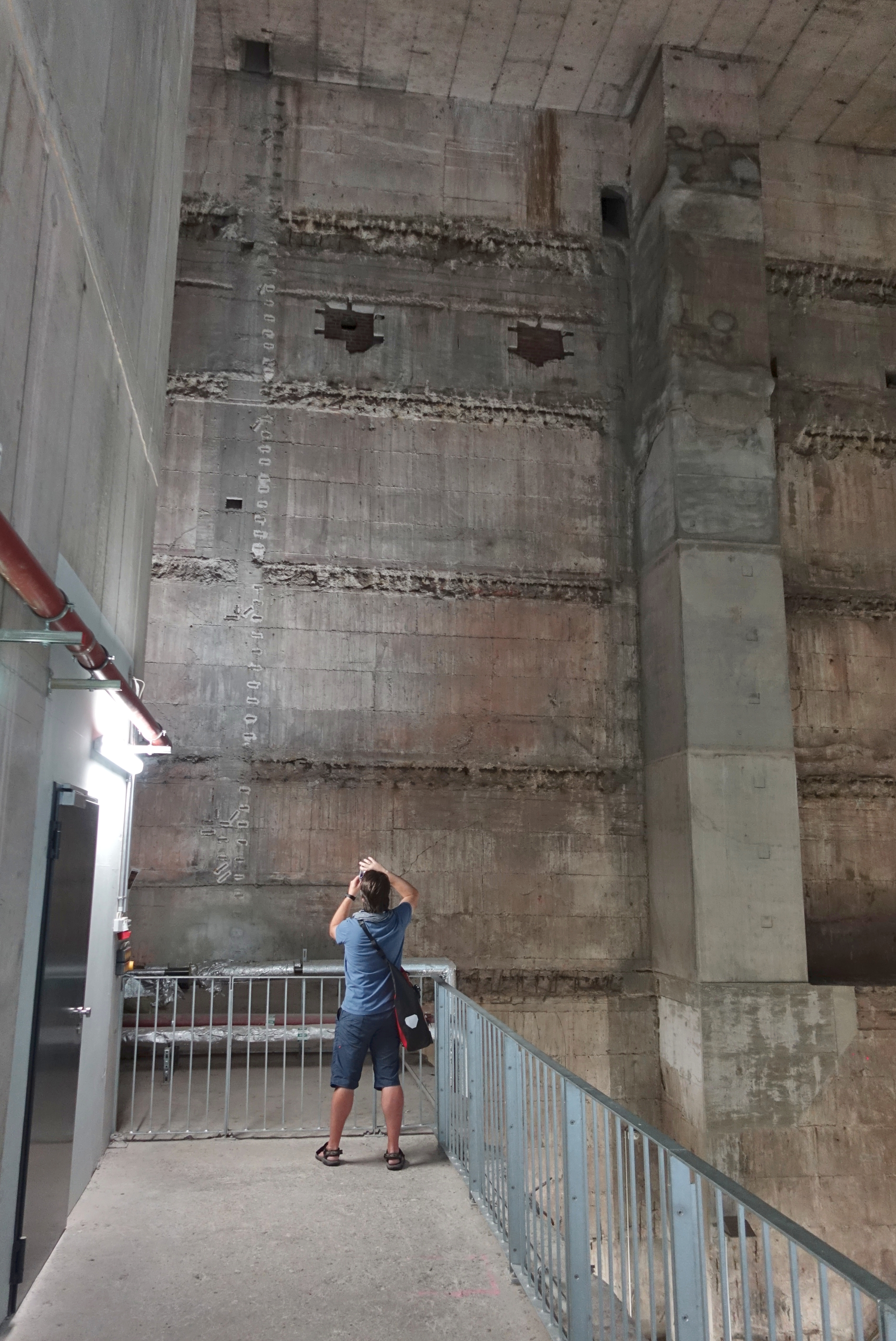
Innenansicht, Blick auf Außenwand
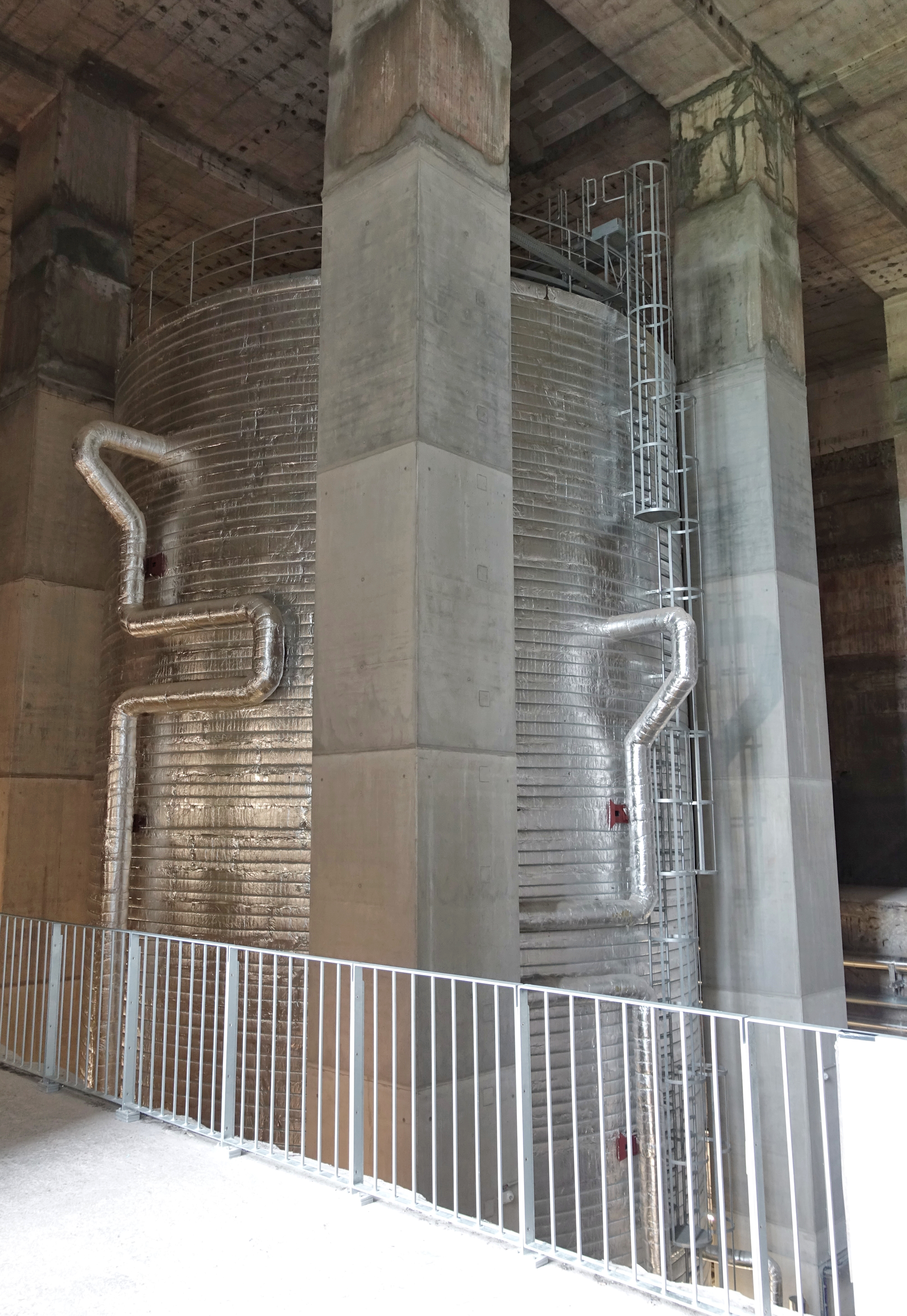
Wärmespeicher im Innenraum
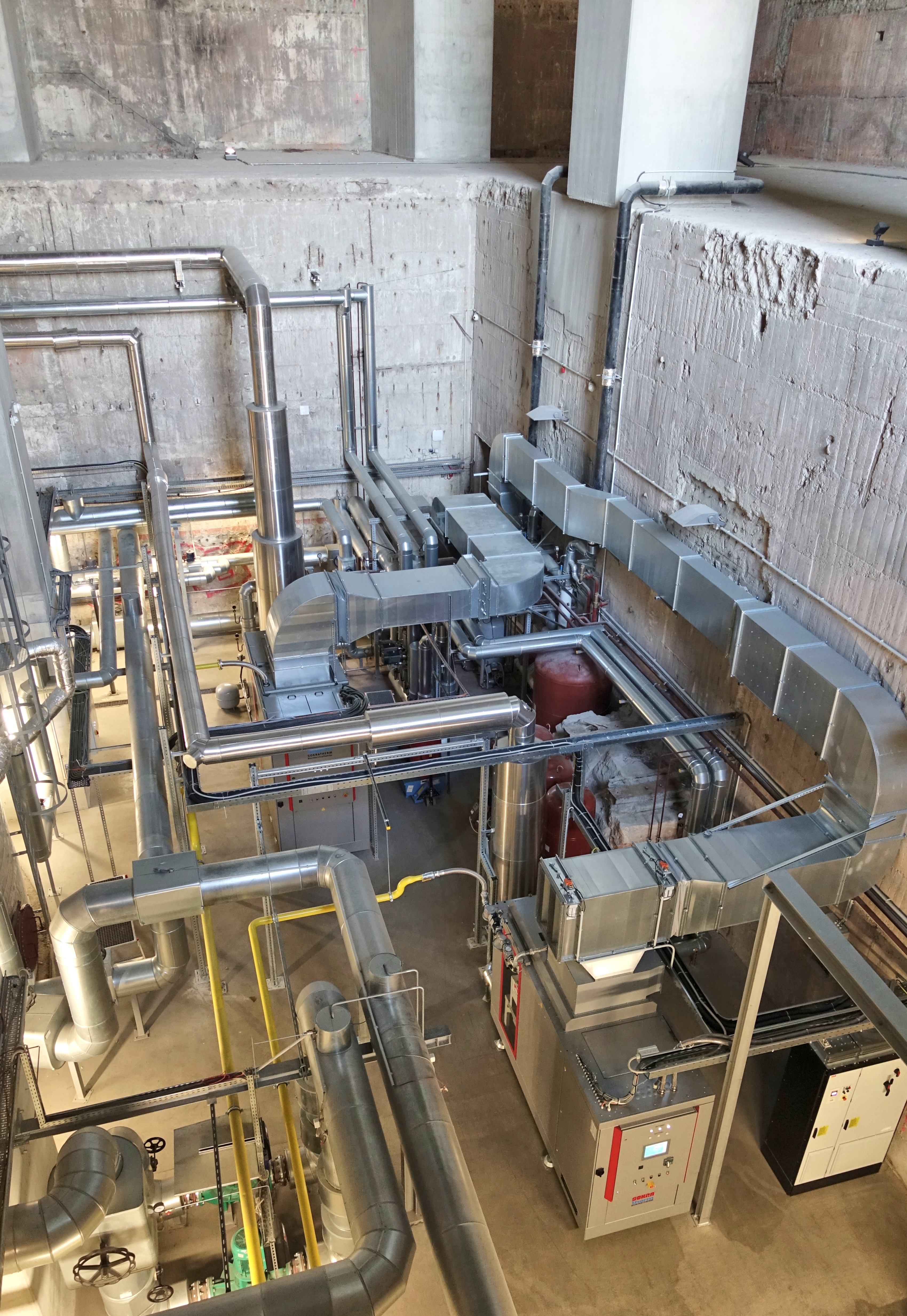
Technik am Boden des Innenraums
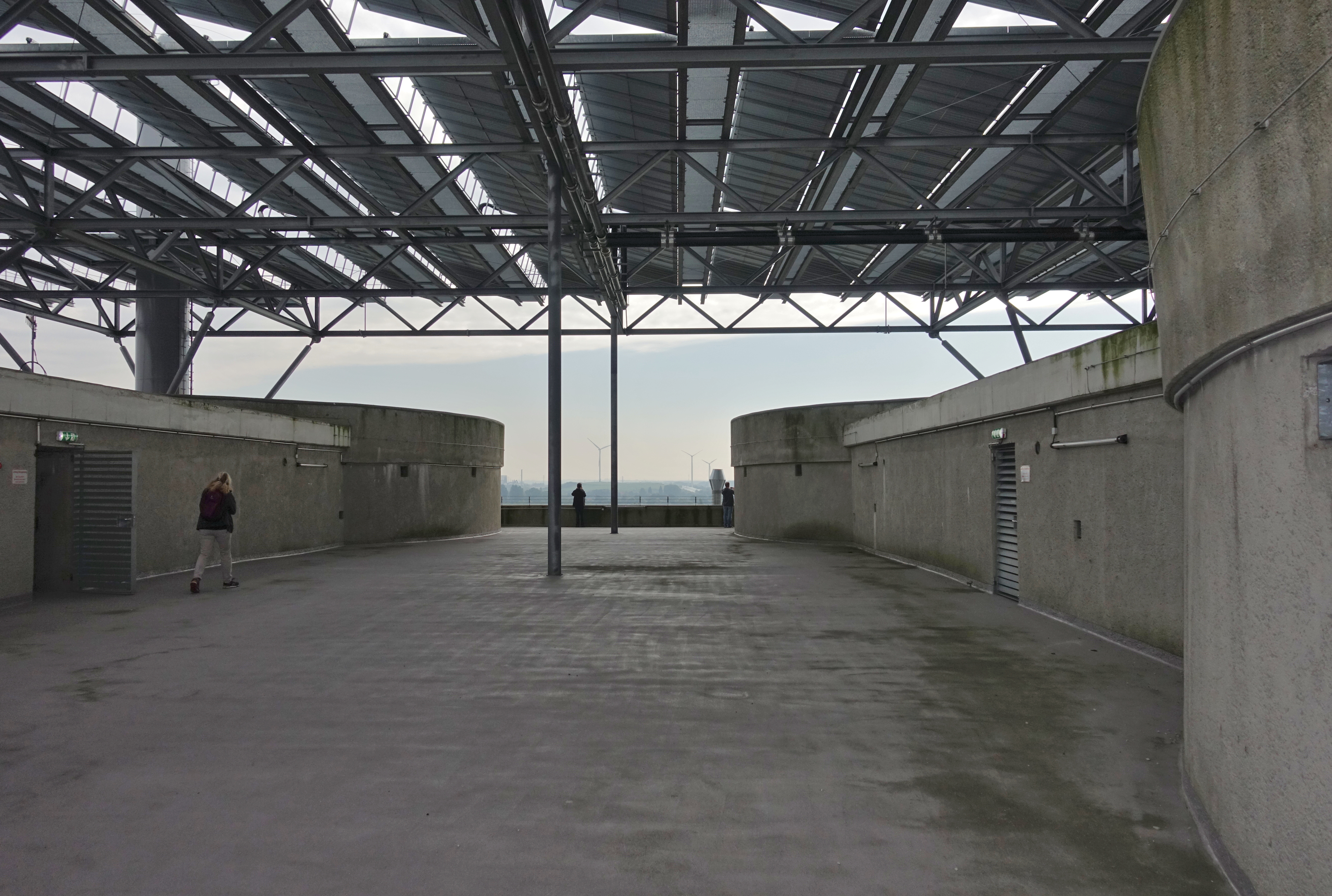
Obere Ebene mit ehemaligen Geschützstellungen und Solarthermieanlage
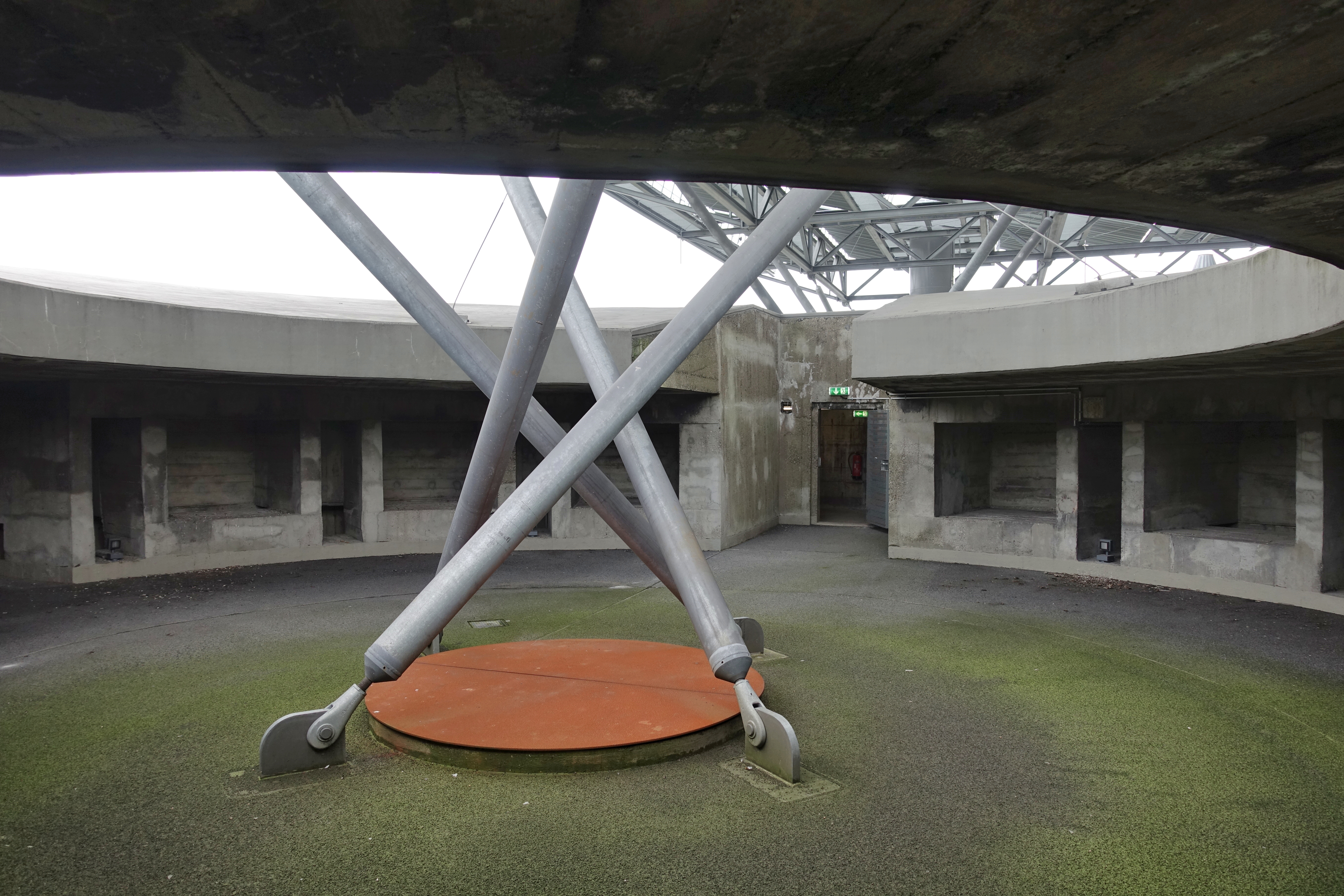
Ehemalige Geschützstellung

## Anforderungen und Ergebnisse

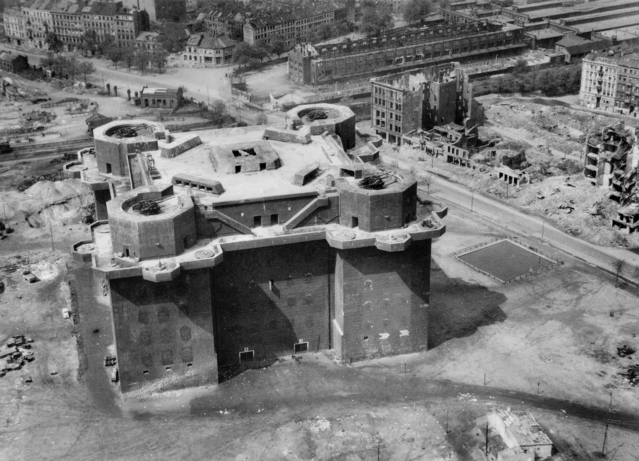
Der Flakturm IV im April 1945

Die Flaktürme erfüllten die an sie gestellten Aufgaben in sehr unterschiedlichem Maße:
- Die primäre militärische Aufgabe war die Abwehr anfliegender Bomber durch gezieltes Flak-Feuer. Dieser Anforderung konnten die Türme nicht gerecht werden. Hauptgrund dafür war, dass die Funkmessanlagen der Leitstände durch die seit 1943 abgeworfenen Stanniolstreifen gestört wurden. Technische Fortschritte führten zu einer größeren Angriffshöhe, taktische Entwicklungen (Bomberstrom) zu einer Überforderung der Luftabwehr mit relativ wenigen Abschusserfolgen. Durch Sabotage[20] an der Munition oder mangelhafte Qualität der Waffen kam es häufig zu Rohrkrepierern und Geschützausfällen.
- Die zweite Funktion, Schutz der Bevölkerung bei Luftangriffen, konnten die Türme erfüllen, denn die abgeworfenen Sprengbomben konnten die meterdicken Wände und Decken nicht durchdringen, selbst wenn sie direkt trafen.
- Baustil, Aussehen und die gigantischen Ausmaße der Türme führten drittens zu einem gewollten propagandistischen Nebeneffekt, weil mit diesen „Trutzburgen für die Großstädte“ der Bevölkerung eine relative Sicherheit und Abwehrbereitschaft suggeriert wurde, was bei manchen die Durchhaltebereitschaft steigerte.

## Film
- Die Nordstory: Über den Dächern von St. Pauli – Ein Bunker wird Hotel und Park. NDR-Fernsehen, 21. Juni 2024 (60 Min.)[21]